# Svartgrön spindling
Svartgrön spindling (Cortinarius atrovirens) är en svampart som beskrevs av Kalchbr. 1874. Svartgrön spindling ingår i släktet Cortinarius och familjen spindlingar.  Arten är reproducerande i Sverige. Inga underarter finns listade i Catalogue of Life.